# Калони
Калони (грч. Καλλονή) је насељено место у општини Гребен у периферији Западна Македонија, Грчка. Према попису из 2021. године било је 13 становника.
Према бугарском географу и историчару, Василу Канчову, у Калонију је 1900. године живело 180 Грка. Село се раније звало Лунч.